# Cuevas de Armiña

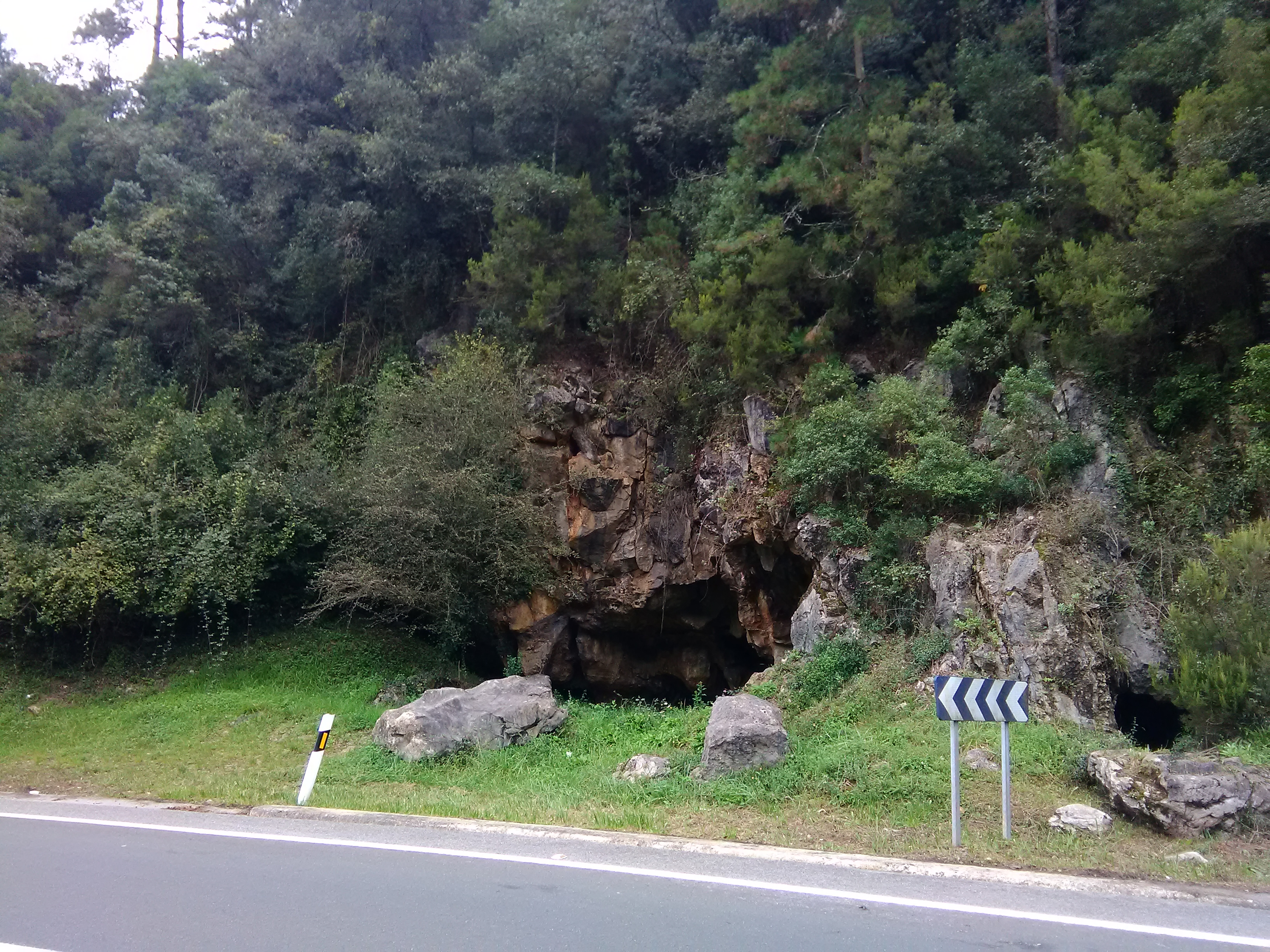
Entre las Cuevas de Armiña, la más conocida es la de la imagen (entrada superior del Sistema de las Lamiñas)

Se denominan  Cuevas de Armiña varias cavidades localizadas en las inmediaciones del caserío Armiña (municipio de Amoroto, Vizcaya). 

## Nomenclatura
Existe confusión sobre los ordinales de las Cuevas de Armiña, así como con el topónimo de otra cavidad más próxima al caserío Atxurra (municipio de Berriatua, Vizcaya); por ello, para distinguirlas se hace imprescindible señalar sus coordenadas. Las indicadas a continuación son UTM 30 (datum ETRS89):
- 541008 / 4797285: es la más conocida de ellas, dado que se encuentra al margen de la carretera BI-2405 y es la boca superior del Sistema de las Lamiñas, travesía clásica muy conocida y frecuentada en actividades espeleoturísticas. Denominada según las fuentes como Armiña a secas,[1] Armiña I,[2] Armiña II[3] o Armiña V.[4]
- 540793/4797467 es la conocida como Armiña IV.[5]
- Armiña III: catalogada con las siglas VI-292[5] por el Grupo Espeleológico Vizcaíno (GEV); actualmente pendiente de localización.
- Armiña V: catalogada como VI-733[6] por el GEV, y asimismo pendiente de localización.Cueva de Armiña IV (Amoroto, Vizcaya)

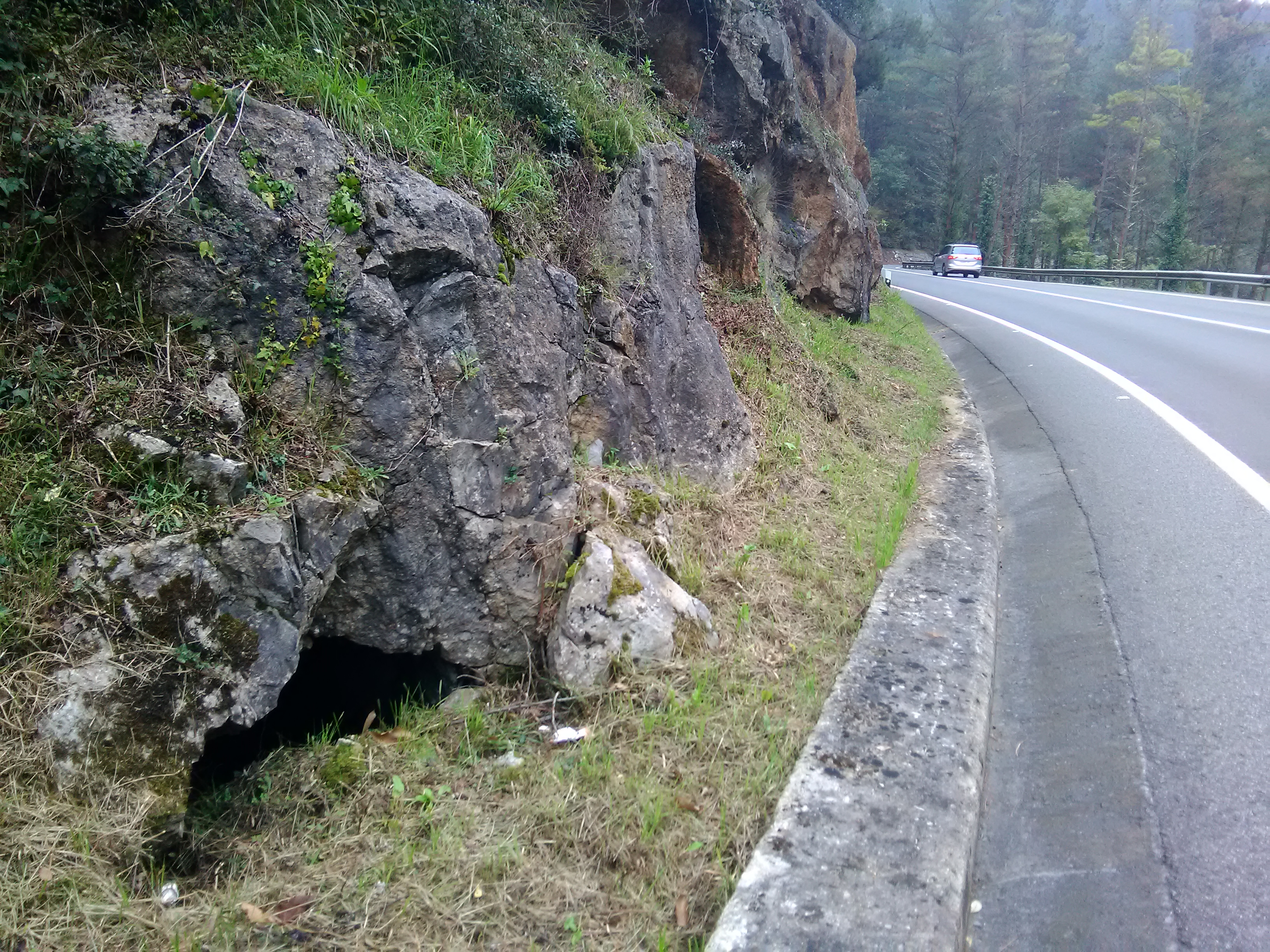
Cueva de Armiña IV (Amoroto, Vizcaya)

Junto a estas hay que mencionar, asimismo, la antedicha cavidad ubicada en las coordenadas 541022 / 4797180, correspondiente a la boca inferior de la Cueva de Atxurra, que contiene el que, en la literatura arqueológica, es mencionado repetidamente como yacimiento arqueológico de Armiña. Existe controversia sobre la idoneidad de este topónimo, cuya aplicación da lugar a confusiones como la de la Carta Arqueológica de Vizcaya de 1982 (donde se reseña este yacimiento, pero atribuyéndole la topografía del Sistema de las Lamiñas; error explicable porque, fuera del ámbito arqueológico, nadie conoce como Armiña a esta boca inferior de la Cueva de Atxurra).